# Javier Villegas
Javier Alejandro Villegas Soto (Santiago, 12 de agosto de 1983) es un piloto de motocross chileno radicado en Estados Unidos, campeón del mundo en la modalidad de motocross estilo libre en 2011.
Comenzó practicando motocross cuando era niño y en 2001 cambió a motocross estilo libre. En pocos años, se convirtió en el líder sudamericano de la disciplina. En 2010 entró a las IFMXF series y en 2011 se convirtió en el primer campeón del mundo de origen no-europeo en el Mundial de Motocross. En los años siguientes consiguió el segundo lugar en X Games y el tercer lugar en Red Bull X-Fighters.